# Bahnhof Mwanza

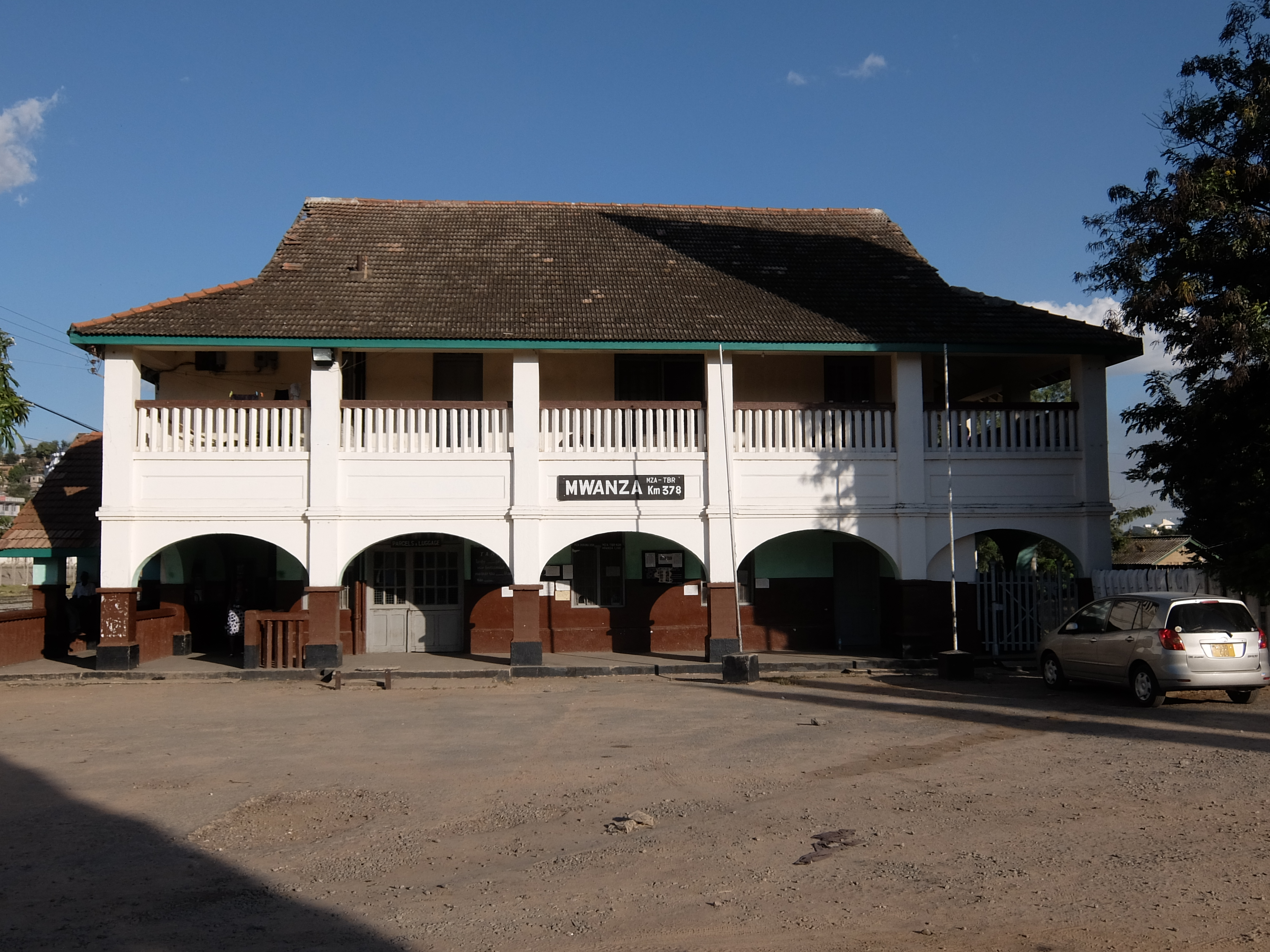
Aufnahmegebäude, Außenansicht

Der Bahnhof Mwanza ist der Endbahnhof der Bahnstrecke Dar es Salaam–Mwanza in der tansanischen Großstadt Mwanza.

## Lage
Der Bahnhof befindet sich in der Station Street in der Innenstadt von Mwanza nahe dem Ufer des Viktoriasees. Er ist der meist frequentierte Bahnhof in Stadt und Region Mwanza.

## Verkehr
Trotz der Verdichtung der Intervalle auf dem Abschnitt zwischen Dar es Salaam und Dodoma enden die meisten Züge in Dodoma. Über Tabora nach Mwanza fährt nur etwa ein Zugpaar pro Woche an Sonn- und Feiertagen. Es handelt sich um eine Direktverbindung von Mwanza bis Dar es Salaam Kamata über Dar es Salaam-Pugu per Nachtzug.

## Übergang zu anderen Verkehrsmitteln
In der Nähe des Bahnhofs befinden sich der Fernbus-Terminal sowie der Fährterminal am Ufer des Viktoriasees.
2024 wurde der öffentliche Personennahverkehr in Mwanza primär durch Daladala-Linien durchgeführt, ein Mwendokasinetz wie in Daressalam existiert derzeit noch nicht.

## Barrierefreiheit
Vom Kopfbahnhof aus ist ebenerdig das Straßenniveau erreichbar.